# Гьоко Танески
Гьоко Танески (на македонска литературна норма: Ѓоко Танески) певец от Северна Македония.
Представя страната на Евровизия 2010 с песента "Јас ја имам силата" (Аз имам силата). 